# Baniyas
Baniyas (arabisch بانياس, DMG Bāniyās; antik: Balanaia; teilweise auch gelistet als Banias) ist eine Hafenstadt im Gouvernement Tartus in Syrien mit etwa 43.000 Einwohnern (Stand 2009).

## Lage
Baniyas liegt am Mittelmeer am Fuße eines Ausläufers des Dschebel Ansariye zwischen Latakia (35 km im Norden) und Tartus (25 km im Süden). Nach Hamah im Osten sind es ca. 70 km. Sechs Kilometer südlich von Baniyas liegt auf einem 280 Meter hohen faltenreichen Vulkanhügel die Burgruine Margat.

## Wirtschaft
Der Ort war längere Zeit der Endpunkt von zwei Erdölleitungen aus Kirkuk (Irak), die jedoch 1982 von Syrien wegen des Iran-Irak-Krieges stillgelegt wurden. Die Wiedereröffnung der Tapline (trans-Arabian pipeline; Kirkuk-Baniyas-Pipeline) erfolgte im November 2000. In der Umgebung der Stadt befinden sich große Erdölraffinerien.

### Hafen
Der 25 Liegeplätze fassende Seehafen ist für Boote mittlerer Größe konzipiert. Ausgelegt ist er für Schiffe von einer maximalen Länge von 25 m und einem Tiefgang von höchstens 3 m.

## Geschichte

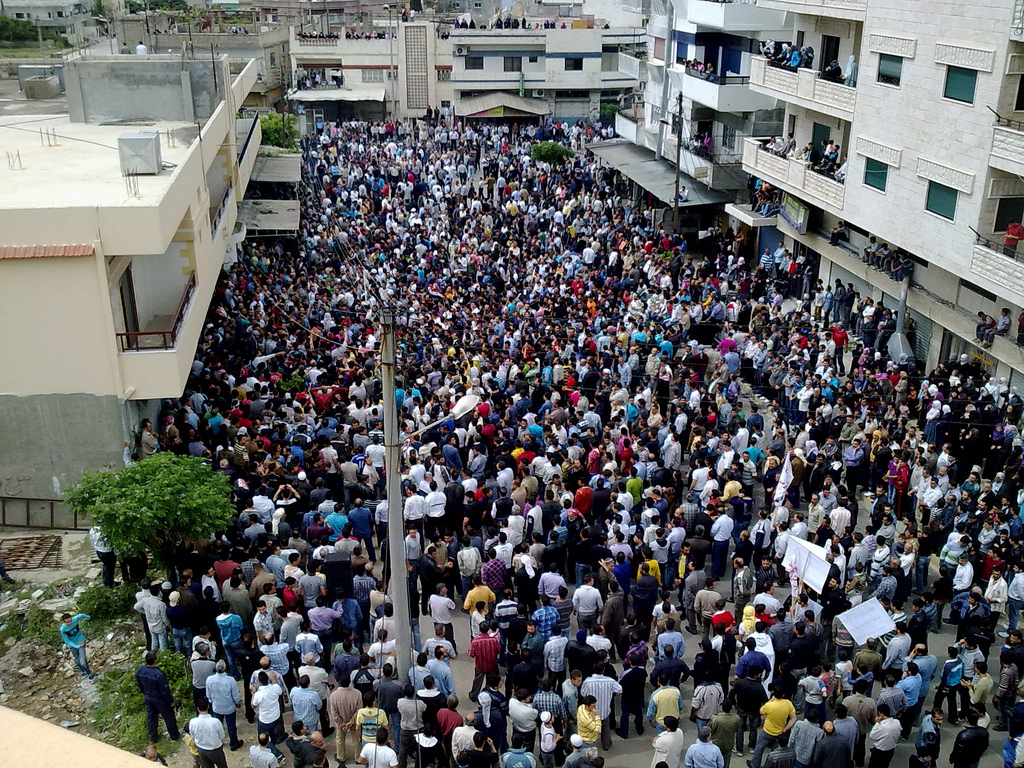
Proteste gegen Assad in Baniyas

### Antike
An der Stelle des heutigen Baniyas gründeten Phönizier eine antike Siedlung, die den Griechen unter dem Namen Balemia bekannt war. Vielleicht in der hellenistischen Ära nahm sie laut Stephanos von Byzanz den von der gleichnamigen griechischen Insel entlehnten Namen Leukas an. Sie gehörte zum Gebiet von Arados und wurde daher von Stephanos von Byzanz zu Phoinike gerechnet. In römischer Zeit war sie als Balanea die südlichste Hafenstadt der Provinz Syria. Der erste bekannte christliche Bischof der Stadt war 325 n. Chr. beim Konzil von Nicäa anwesend. Unter Theodosios II. wurde Balanea zur Provinz Syria Secunda, unter Iustinian zur neuen Provinz Theodorias geschlagen.

### Mittelalter und Neuzeit
Im 7. Jahrhundert fiel die Stadt in die Hände der Araber. Ab 1109 war sie im Besitz des Fürstentums Antiochia, eines christlichen Kreuzfahrerstaates, und trug nun den Namen Valania. Von 1186 bis 1285 gehörte sie dem Johanniterorden. 1285 kam sie an den Mamluken-Sultan Qalawun, 1516 an das Osmanische Reich und 1920 an Syrien.

### Massaker in Baniyas
Während des Bürgerkriegs in Syrien kam es 2013 in Baniyas zu einem Massaker mit mindestens 200 Toten, die zu großen Teilen der sunnitischen Glaubensrichtung entstammen. Entsprechend wird das Massaker als Versuch gewertet, in der Region eine konfessionelle Reinigung zu betreiben.